# Watanabe Gentai

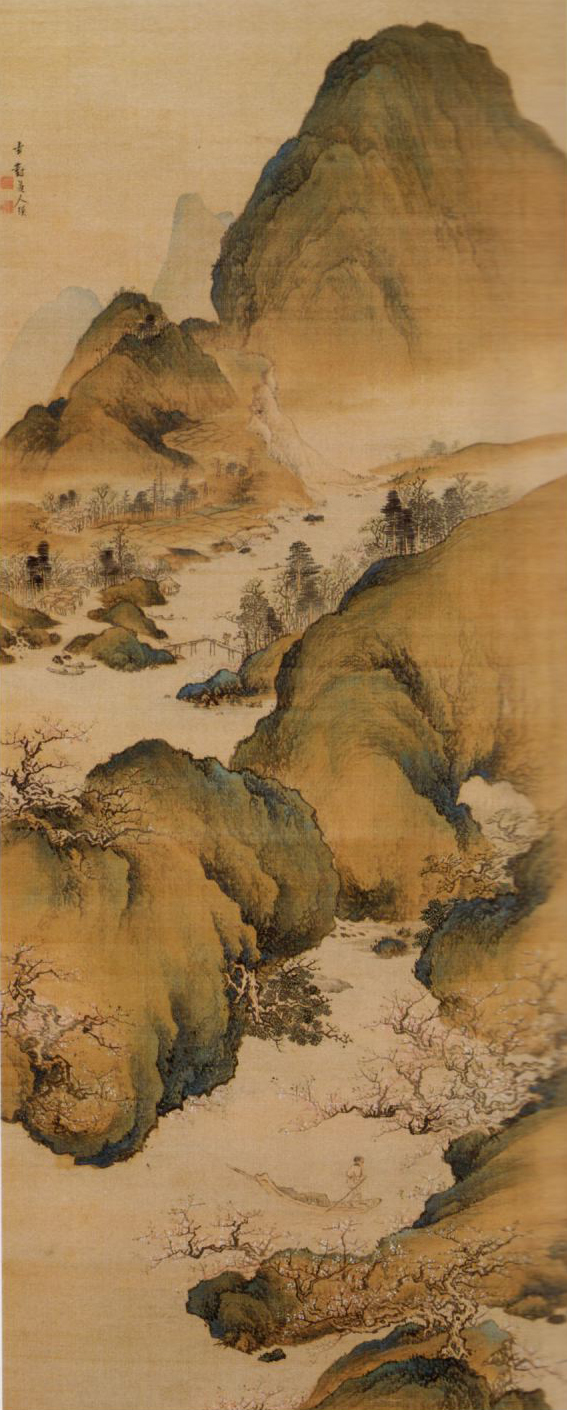
Pfirsichblütenstadt Wuling

Watanabe Gentai (japanisch 渡辺 玄對, auch Watanabe Gensui gelesen, eigentlicher Name Uchida Ei (内田 瑛), weitere Künstlernamen: Shōdai (松台), Rinroku Sōdō (林麓草堂), Shōdō (松堂), Suigu (酔愚); geboren 1749 in Edo; gestorben am 1. Juni 1822) war ein japanischer Maler der späten Edo-Zeit.

## Leben und Werk
Watanabe hieß ursprünglich Uchida, er wurde dann vom Maler Watanabe Sōsui adoptiert. Er lernte die Grundzüge der Malerei von seinem Adoptivvater und studierte nach dessen Tod unter Nakayama Kōyō (中山 高陽; 1717–1780). Er war sehr beeindruckt von der Malerei berühmter chinesischer Maler, vor allem von denen aus der Ming-Zeit, wie  Lan Ying (ca. 1585–1664) und Shen Quan. So fertigte er Landschaften und Blumen- und Vogel-Bilder (花鳥画, kachōzu) an, in denen er den Stil seiner Vorbilder imitierte. 
Watanabe Gentai ist bekannt als Lehrer Tani Bunchōs und war somit einer der Künstler, die die Nanga-Stilrichtung im Kantō-Gebiet begründeten. Er starb im Alter von 73 Jahren und wurde im Tempel Kōrin-ji in der Azabu-Gegend von Edo bestattet. Zu seinen bekanntesten Bildern gehört „Die Pfirsichblütenstadt Wuling“ (武陵桃源図) im Nationalmuseum Tokio. Seine Anleitung zur Malerei mit dem Titel Gentai gafu (玄対画譜) war weit verbreitet.

## Bilder

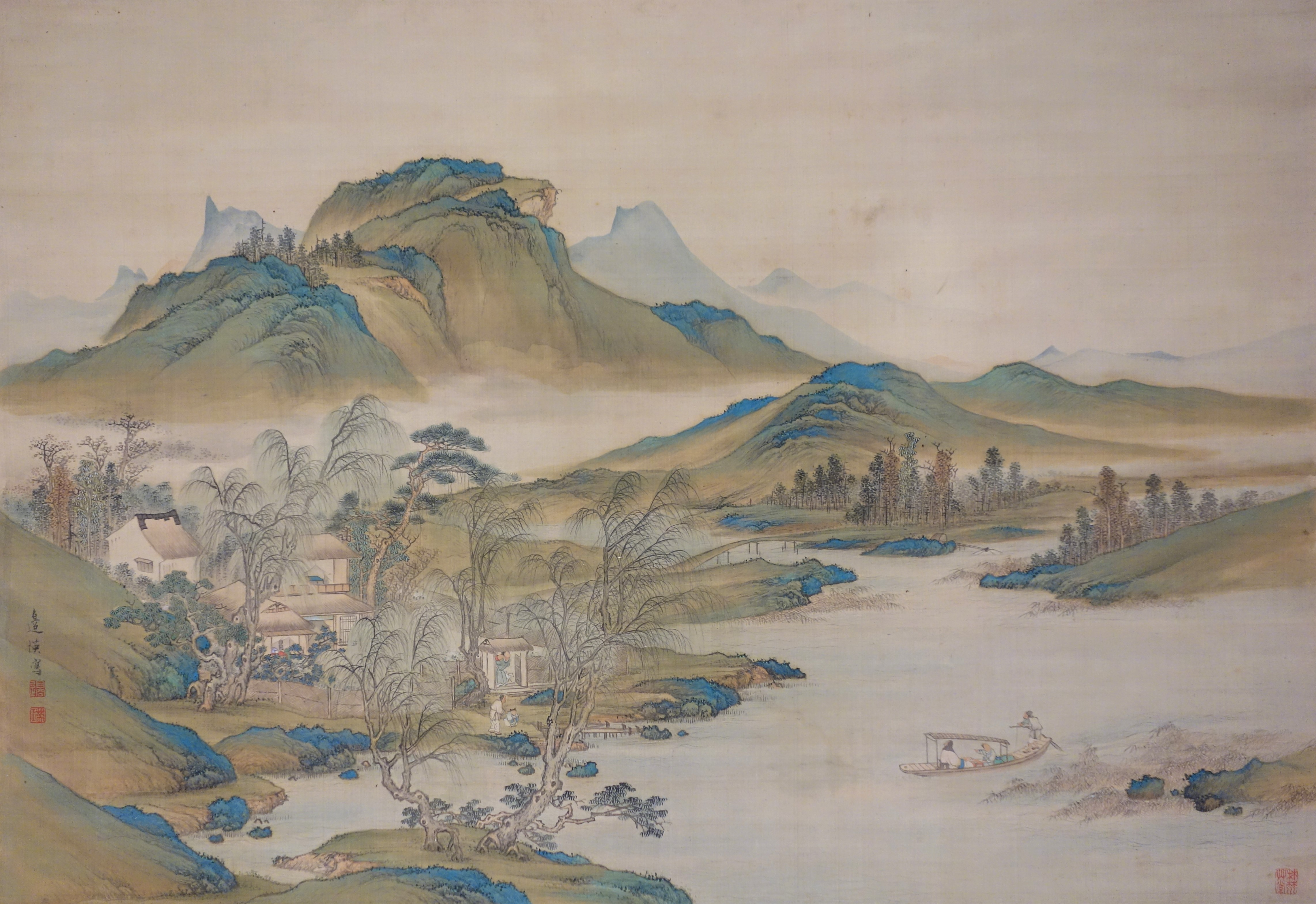
Heimkehr eines Beamten im Ruhestand